# Градински чай
Градинският чай (Salvia officinalis) е вид покритосеменно растение от семейство Lamiaceae. Той се отглежда много като подправка и билка и понякога може да се обърка с някои близки видове от рода Salvia.

## Разпространение
Видът е разпространен в Южна Европа и Средиземноморието, а също и в югозападната полупустинна част на Северна Америка.
Отглежда се доста често из градините като декоративно и лечебно растение. Много рядко подивява.

## Описание
Градинският чай представлява малък вечнозелен храст с дървенисти стъбла, сивкави листа и сини до виолетови цветове.

### Съставки
Съдържа 1 – 2,5% етерично масло с главни компоненти туйон (около 50%), цинеол – 15%, други терпени (борнеол, камфора, пинен, цедрен) – 15%, и около 15% сесквитерпени. В листата освен това се съдържат горчивият двутерпенов лактон карнозол, тритерпеновите урзолова и олеанолова киселина, около 8% катехинови дъбилни вещества, флавоноиди (производни на лутеолина и апигенина), β-ситостерол, витамини (В1 и С), каротен, фумарова и никотинова киселина.

## Приложение
Приложенията и ползите, които му се приписват, са много и разнообразни и често се споделят с близките му видове. Употребите на градинския чай са:
- чайове, запарки и отвари, за които се смята, че имат успокоително действие и подпомагат храносмилането;[2]
- консервиращи овкусявания, например на сирене;
- като подправка в готвенето.

В някои части на Европа, особено на Балканите, градинският чай се отглежда и за получаване на етерично масло, въпреки че обикновено в тези случаи заедно с него се събират и обработват и други сродни видове като Salvia triloba.

## Сортове
Има няколко културни разновидности градински чай. Повечето от тях се отглеждат по-скоро като декоративни растения, отколкото заради техните лечебни свойства. Всички се ценят като малки цъфтящи храстчета за украса и като ниско антиерозионно насаждение, особено при сух и слънчев климат. Отглеждат се лесно от летни резници.
Имена на културни видове са:
- Purpurascens, с виолетови листа, смятан от някои за най-силния от градинските чайове;
- Tricolor, с листа, изпъстрени в бяло, жълто и зелено;
- Berggarten, с големи листа;
- Icterina, с листа, нашарени в жълто и синьо;
- Alba, с бели цветове,
- Lavandulaefolia, с малки листа.

Една средновековна поговорка, приписвана понякога на Мартин Лутер, е заимствана всъщност от средновековната медицинска школа в Салерно и гласи, че „няма от какво да умре човек, който гледа градински чай“: Cur moriatur homo cui Salvia crescit in horto?. Към това Хилдегард от Бинген добавя: „Защо човек трябва да умира, докато салвия расте в градината му, ако не защото нищо не може да победи смъртта?“. Именно затова известният средновековен каталонски философ Арналд от Вилянова се опитва да въведе градинския чай в кулинарните традиции на Пиренейския п-ов, но трактатите и съветите му не придобиват особена популярност в Иберия.